# Юзефув (Кутновський повіт)
Юзефув (пол. Józefów) — село в Польщі, у гміні Бедльно Кутновського повіту Лодзинського воєводства.
Населення — 57 осіб (2011).
У 1975-1998 роках село належало до Плоцького воєводства.

## Демографія
Демографічна структура станом на 31 березня 2011 року:
|          | Загалом | Допрацездатний вік | Працездатний вік | Постпрацездатний вік |
| -------- | ------- | ------------------ | ---------------- | -------------------- |
| Чоловіки | 33      | 10                 | 19               | 4                    |
| Жінки    | 24      | 5                  | 11               | 8                    |
| Разом    | 57      | 15                 | 30               | 12                   |